# Gharam Mahmud Atijja Mustafa Askar
Gharam Mahmud Atijja Mustafa Askar (arab. غرام محمود عطيه مصطفى عسكر; ur. 24 grudnia 2003) – egipska zapaśniczka walcząca w stylu wolnym. 
Srebrna medalistka igrzysk afrykańskich w 2023. Piąta na mistrzostwach Afryki w 2023. Druga na mistrzostwach Afryki juniorów w 2023 roku.